# Distrito de Urarinas
El distrito de Urarinas es uno de los cinco que conforma la provincia de Loreto ubicada en el departamento de Loreto en el Oriente del Perú.
En su territorio está ubicado la estación 1 del Oleoducto Norperuano y parte del Lote 8.
Desde el punto de vista jerárquico de la Iglesia católica forma parte del Vicariato Apostólico de Iquitos.

## Geografía humana
En este distrito de la Amazonia peruana habita la etnia del grupo sin clasificar conocido como Urarina.
El distrito de Urarinas fue creado mediante Ley N.º 9815 de fecha del 2 de julio de 1943, su capital legal es Concordia y la sede municipal se encuentra en la localidad de Maipuco.

## Centros poblados
Según el Censo INEI 2017, el Distrito de Urarinas tiene los siguientes centros poblados.
- Concordia
- Maypuco
- San Jose de Saramuro
- Santa Rosa de Patoyacu
- Copal (Copalillo)
- Nueva Pucuna
- Santa Cecilia
- Santa Rosa de Airico
- Santa Silvia
- Las Petroleras
- Santa Rosa de Siamba
- Santa Cruz
- Pionero
- Pijayual
- Dos de Mayo
- Nueva Esperanza
- 28 de Julio
- Baya Yacu
- Puerto Rico
- San Lorenzo
- Nueva Angora
- Santa Teresa
- Curuhuinsi
- San Pedro
- Santa Cruz de Tagual
- San Juan de Abejaico
- 3 Fronteras
- Santa Beatriz
- Santa Carmela
- Pandora
- Ayahuasca
- Santa Martha
- Nueva Alianza
- Nueva Union
- Nuevo San Luis
- Guineal
- Nuevo San Juan
- San Antonio de Bancal
- Pintuyacu
- Lupunayo
- Ollanta
- San Gabriel
- Victoria
- San Enrique
- Reforma
- Huallpa Isla
- Berlin
- Buenos Aires
- Triunfo
- Caimituyo
- Juan Velasco Alvarado
- Nuevo Progreso
- Cafetal
- Alfonso Ugarte
- Nueva Elmira
- Saramurillo
- San Pedro
- Nueva Esperanza
- 06 de Mayo
- San Antonio
- San Francisco
- Cuninico
- Urarinas
- Nuevo Santa Rosa
- Santa Teresa
- Nueva Alianza
- Chanchamayo
- Vista Alegre
- Monterrico
- Nuevo Progreso II
- Caymituyo
- Mangual
- San Fernando
- Nuevo Porvenir
- Santa Elena
- Nuevo Reforma
- Bella Vista
- Tucunare
- Nuevo Progreso
- Nuevo Peru
- 18 de Julio
- Santa Hermosa
- San Miguel
- Nuevo Horizonte
- Nueva Vista
- Lagarto Cocha
- Santa Rosa de Firmeza
- Nuevohorizonte
- Libertad
- Nueva Santa Cruz
- San Felipe
- 8 de Octubre
- Nuevo Lima
- San Carlos
- Nuevo Pandora